# Високе (Багратіоновський район)
Високе (рос. Высокое) — селище Багратіоновського району, Калінінградської області Росії. Входить до складу Долгоруковського сільського поселення.
Населення — 29 осіб (2015 рік).

## Географія
Селище розташоване за 20 км від районного центру — міста Багратіоновська, 25 км від обласного центру — міста Калінінграда та 1101 км від Москви.

## Історія
Мало назву Тиффенталь до 1785, Тифенталь до 1946 року.

## Населення
За даними перепису 2010 року, у селі мешкало 29 осіб, з них 19 (65,5 %) чоловіків та 10 (34,5 %) жінок. Згідно з переписом 2002 року, у селі мешкало 32 осіб, з них 21 чоловіків та 11 жінок.